# Argélia nos Jogos Olímpicos de Verão de 1988
A Argélia participou dos Jogos Olímpicos de Verão de 1988 em Seul, na Coreia do Sul. Não conquistou nenhuma medalha, nem de ouro, nem de prata e nem de bronze. Foi a sexta participação do país em Jogos Olímpicos de Verão.